# Prodotto libero

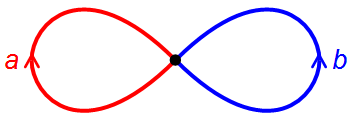
Questo spazio topologico, detto bouquet ha come gruppo fondamentale il prodotto libero di due copie di. Questo gruppo viene indicato con il simbolo. I suoi elementi possono essere rappresentati come parole nelle lettere e (e anche e)

In algebra, il prodotto libero di due gruppi {\displaystyle G} e {\displaystyle H} è un nuovo gruppo, generalmente indicato con
{\displaystyle G*H.}
Tale gruppo è costruito prendendo tutte le parole aventi come lettere degli elementi in {\displaystyle G} e in {\displaystyle H}, considerate a meno di semplici operazioni.
La nozione di gruppo libero è importante in topologia, perché riflette (tramite il gruppo fondamentale) l'operazione (detta bouquet) che consiste nell'attaccare due spazi topologici per un punto.

## Definizione
Siano {\displaystyle G} e {\displaystyle H} due gruppi. Una parola in {\displaystyle G} e {\displaystyle H} è una successione finita di elementi
{\displaystyle s_{1}\ldots s_{n}}
dove ciascun {\displaystyle s_{i}} è un elemento di {\displaystyle G} o di {\displaystyle H}.
Il prodotto libero è definito come l'insieme formato da tutte le parole di questo tipo, considerate però a meno di una relazione di equivalenza. Due parole sono equivalenti se sono ottenute l'una dall'altra tramite un numero finito di mosse del seguente tipo:
1. rimozione della lettera {\displaystyle e}, elemento neutro di {\displaystyle G} o di {\displaystyle H};
2. sostituzione di una coppia di lettere consecutive {\displaystyle gg'} appartenenti allo stesso gruppo {\displaystyle G} o {\displaystyle H} con l'elemento "{\displaystyle gg'}"
3. l'inversa di una delle due mosse precedenti.

La definizione di prodotto libero è quindi la seguente.
Il prodotto libero {\displaystyle G*H} è l'insieme di tutte le parole in {\displaystyle G} e {\displaystyle H}, considerate a meno di equivalenza. L'operazione di gruppo è il concatenamento delle parole.
Il concatenamento di due parole 
{\displaystyle s_{1}\ldots s_{n},\quad t_{1}\ldots t_{k}}
è la parola
{\displaystyle s_{1}\ldots s_{n}t_{1}\ldots t_{k}.}
Questa operazione risulta essere effettivamente ben definita e soddisfa gli assiomi di gruppo. L'elemento neutro è la parola vuota, o equivalentemente formata da una sola lettera, elemento neutro di {\displaystyle G} oppure {\displaystyle H}. L'elemento inverso di una parola
{\displaystyle s_{1}\ldots s_{n}}
è la parola
{\displaystyle s_{n}^{-1}\ldots s_{1}^{-1}.}

## Proprietà

### Presentazioni
Se i due gruppi {\displaystyle G} e {\displaystyle H} sono descritti tramite presentazioni come
{\displaystyle G=\langle R_{G}\mid S_{G}\rangle }
{\displaystyle H=\langle R_{H}\mid S_{H}\rangle }
dove {\displaystyle R_{G}} e {\displaystyle S_{G}} sono rispettivamente insiemi di generatori e relazioni, allora 
{\displaystyle G*H=\langle R_{G}\cup R_{H}\mid S_{G}\cup S_{H}\rangle .}
In altre parole, una presentazione per il prodotto libero è costruita unendo le due presentazioni.

### Associatività e commutatività
I prodotti liberi
{\displaystyle G*H,\quad H*G}
sono naturalmente isomorfi (effettivamente, sono proprio lo stesso gruppo). Si può quindi dire che l'operazione {\displaystyle *} è commutativa. Tale operazione è anche associativa, nel senso che i gruppi
{\displaystyle (G*H)*K,\quad G*(H*K)\,\!}
sono isomorfi. Si possono quindi omettere le parentesi e parlare più in generale di prodotto libero fra {\displaystyle k} gruppi
{\displaystyle G_{1}*\cdots *G_{k}.}
L'operazione {\displaystyle *} ha anche un elemento neutro, il gruppo banale: infatti i gruppi
{\displaystyle G*\{e\},\quad G}
sono isomorfi. Non esiste però l'elemento inverso per {\displaystyle *}: dato un gruppo {\displaystyle G}, non è possibile trovare un gruppo {\displaystyle H} per cui {\displaystyle G*H} è il gruppo banale, perché la sua cardinalità è grande almeno quanto quella di {\displaystyle G}.

### Rappresentante ridotto
Ogni elemento di un prodotto libero {\displaystyle G*H} si esprime in modo unico come parola ridotta, ovvero come parola
{\displaystyle s_{1}\ldots s_{k}}
in cui valgono le proprietà seguenti:
1. due lettere consecutive appartengono a gruppi distinti,
2. nessun {\displaystyle s_{i}} è elemento neutro di {\displaystyle G} o di {\displaystyle H}.

Ogni parola può essere portata in forma ridotta facilmente con le mosse seguenti:
1. se due lettere consecutive {\displaystyle g_{1}g_{2}} appartengono allo stesso gruppo, sostituire la coppia con la lettera {\displaystyle g} definita come l'elemento {\displaystyle g=g_{1}g_{2}};
2. se un {\displaystyle s_{i}} è un elemento neutro, rimuoverlo.

La parola ridotta che rappresenta l'elemento neutro è la parola vuota, che non contiene lettere.
L'unicità della rappresentazione permette di capire agevolmente se due parole diverse rappresentano lo stesso elemento.

### Cardinalità
Se {\displaystyle G} e {\displaystyle H} sono due gruppi non banali, allora il prodotto libero {\displaystyle G*H} ha cardinalità infinita. Infatti, presi un elemento {\displaystyle g} in {\displaystyle G} e {\displaystyle h} in {\displaystyle H} entrambi diversi dall'elemento neutro, il sottogruppo da loro generato è certamente infinito, perché contiene infiniti elementi di questo tipo:
{\displaystyle g,gh,ghg,ghgh,ghghg,\ldots }
Questi elementi sono tutti distinti perché espressi in forma ridotta.

## Esempi

### Gruppo libero

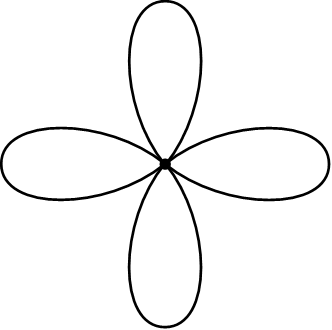
Il gruppo fondamentale di questa rosa con 4 petali è il gruppo libero di ordine 4.

Il gruppo libero di ordine {\displaystyle k} è il gruppo
{\displaystyle \mathbb {Z} *\cdots *\mathbb {Z} }
ottenuto come prodotto libero di {\displaystyle k} copie del gruppo degli interi {\displaystyle \mathbb {Z} }.

### Prodotto di gruppi ciclici
Il gruppo
{\displaystyle \mathbb {Z} _{2}*\mathbb {Z} _{2}}
può essere descritto come segue. Ciascun gruppo {\displaystyle \mathbb {Z} _{2}} ha un solo elemento non banale: siano 
{\displaystyle a} e {\displaystyle b} gli elementi non banali dei due gruppi. Gli elementi del prodotto libero sono esattamente le parole seguenti:
{\displaystyle e,a,b,ab,ba,aba,bab,abab,baba,\ldots }
Il sottogruppo generato da {\displaystyle ab}
{\displaystyle \{(ab)^{n}\}=\{\ldots ,baba,ba,e,ab,abab,ababab,\ldots \}}
ha indice 2 ed è isomorfo a {\displaystyle \mathbb {Z} }.

## Applicazioni
L'operazione di prodotto libero è molto importante in topologia, perché legata a un'operazione chiamata bouquet. Questa operazione consiste nel costruire uno spazio topologico a partire da due spazi dati {\displaystyle X} e {\displaystyle Y}, identificando un punto di {\displaystyle X} con uno di {\displaystyle Y}. Il nuovo spazio topologico è generalmente indicato con il simbolo
{\displaystyle X\vee Y.}
Se gli spazi topologici {\displaystyle X} e {\displaystyle Y} sono connessi per archi e abbastanza "buoni" (cioè sono localmente contrattili) il gruppo fondamentale del bouquet è il prodotto libero dei gruppi fondamentali di {\displaystyle X} e {\displaystyle Y}:
{\displaystyle \pi (X\vee Y)=\pi (X)*\pi (Y).}
Questo fatto è conseguenza del teorema di Van Kampen. Ad esempio, il gruppo fondamentale di un bouquet di {\displaystyle k} circonferenze è il gruppo libero di ordine {\displaystyle k}.
Il gruppo fondamentale di un bouquet di due piani proiettivi è
{\displaystyle \pi (\mathbb {RP} ^{2}\vee \mathbb {RP} ^{2})=\pi (\mathbb {RP} ^{2})*\pi (\mathbb {RP} ^{2})=\mathbb {Z} _{2}*\mathbb {Z} _{2},}
prodotto libero di due gruppi ciclici. Tale gruppo è infinito.